# Студницкий, Ипполит Владимирович
Ипполит Владимирович Студницкий (13 августа 1857, Щигры, Курская губерния — 22 февраля 1929, Финляндия) — русский морской офицер, полярный исследователь.

## Биография
- 1875 — Вступил в службу.
- 1878 — Окончил Морское училище. Гардемарин.
- 1879 — Мичман.
- 1880—1891 — Гидрографические работы в Белом и Баренцевом морях и у побережья Новой Земли.
- 1889 — Экспедиция в Баренцевом море на шхуне «Бакан», обследовавшей побережье Новой Земли, один из мысов был назван его именем.
- 1891—1894 — Служба на Дальнем Востоке на пароходе «Силач» и канонерской лодке «Кореец».
- 16 декабря 1895 — Старший офицер крейсера 2-го ранга «Джигит».
- 1896 — Штурманский офицер 1-го разряда (1896).
- 13 января 1897 — Командир портового судна «Могучий».
- 6 декабря 1897 — Старший офицер крейсера 1-го ранга «Князь Пожарский».
- 22 июня 1898 — Старший помощник командира порта Порт-Артур.
- 15 ноября 1899 — Старший офицер крейсера 1-го ранга «Рюрик», на котором принимал участие в подавлении восстания ихэтуаней в Китае.
- 1900—1901 — Участвовал в подавлении Боксёрского восстания.
- 5 февраля 1901 — 6 декабря 1902 — Командир транспорта «Ермак».
- 24 марта 1903—1904 — Командир парохода «Пахтусов».
- 31 марта 1903 — помощник начальника Гидрографической экспедиции Северного Ледовитого океана.
- 6 декабря 1904—1905 — командир крейсера 2-го ранга «Вестник».
- 30 января 1906 — командир учебного судна «Верный».
- 29 мая 1906 — Капитан 1-го ранга, командир крейсера 2-го ранга «Адмирал Корнилов».
- 2 октября 1906 — Командир крейсера 1-го ранга «Россия».
- 12 февраля 1907 — Начальник 2-го отряда минных судов Балтийского моря.
- 17 декабря 1907 — Командир крейсера «Диана».
- 29 сентября 1909—1916 — Председатель Комитета по обозрению Финляндских шхер с причислением к Главному гидрографическому управлению.
- 1911 — Генерал-майор с зачислением по Адмиралтейству
- 4 февраля 1913 — Зачислен в Корпус гидрографов в звании гидрографа-геодезиста (1913)
- 1914 — Генерал-лейтенант корпуса гидрографов.
- 6 февраля 1917 — Начальник Гидрографического отряда Финляндских шхер.
- 4 апреля 1917 — Зачислен в резерв чином Морского министерства.
- 5 июля 1917 — Уволен в отставку.

Жил в Финляндии, скончался 22 февраля 1929 года в Брэндэ.

## Отличия
- Серебряная медаль в память Царствования Императора Александра Третьего (1896).
- Бронзовая медаль в память военных событий в Китае 1900—1901 годов (1902).
- Орден Святого Владимира 4-й степени с бантом за совершение 20 морских кампаний (1902).
- Орден Святого Владимира 3-й степени (1909).
- Золотой знак в память окончания полного курса наук Морского Корпуса (1910).
- Орден Святого Станислава 1-й степени (1912).
- Знак в память 100-летнего юбилея реформы лоцманского и маячного ведомства в Финляндии (1912).
- Светло-бронзовая медаль в память 300-летия царствования дома Романовых (1913).
- Орден Святой Анны 1-й степени (22.3.1915)
- Светло-бронзовая медаль в память 200-летия Гангутской победы (1915).

## Семья
Жена Екатерина Петровна Студницкая. Пятеро детей.